# John Dalli
John Dalli (* 5. října 1948) je maltský a evropský politik, od února 2010 komisař pro zdravotnictví a politiku spotřebitele v Evropské komisi vedené José Barrosem.